# أورنجستاد
أورنجستاد (بالإنجليزية: Oranjestad)‏ عاصمة أروبا وتقع على الساحل الجنوبي للجزيرة . معنى اسم المدينة هو مدينة البرتقال . تم تأسيس المدينة في سنة 1796 . يبلغ عدد سكان المدينة 33 ألف نسمة حسب إحصاء سنة 2008 .

## المناخ
يظهر الجدول التالي التغييرات المناخية على مدار السنة لأورنجستاد:
| البيانات المناخية لـأورنجستاد                        | البيانات المناخية لـأورنجستاد | البيانات المناخية لـأورنجستاد | البيانات المناخية لـأورنجستاد | البيانات المناخية لـأورنجستاد | البيانات المناخية لـأورنجستاد | البيانات المناخية لـأورنجستاد | البيانات المناخية لـأورنجستاد | البيانات المناخية لـأورنجستاد | البيانات المناخية لـأورنجستاد | البيانات المناخية لـأورنجستاد | البيانات المناخية لـأورنجستاد | البيانات المناخية لـأورنجستاد | البيانات المناخية لـأورنجستاد |
| الشهر                                                | يناير                         | فبراير                        | مارس                          | أبريل                         | مايو                          | يونيو                         | يوليو                         | أغسطس                         | سبتمبر                        | أكتوبر                        | نوفمبر                        | ديسمبر                        | المعدل السنوي                 |
| ---------------------------------------------------- | ----------------------------- | ----------------------------- | ----------------------------- | ----------------------------- | ----------------------------- | ----------------------------- | ----------------------------- | ----------------------------- | ----------------------------- | ----------------------------- | ----------------------------- | ----------------------------- | ----------------------------- |
| الدرجة القصوى °م (°ف)                                | 32.5 (90.5)                   | 33.0 (91.4)                   | 33.9 (93.0)                   | 34.4 (93.9)                   | 34.9 (94.8)                   | 35.2 (95.4)                   | 35.3 (95.5)                   | 36.1 (97.0)                   | 36.5 (97.7)                   | 35.4 (95.7)                   | 35.0 (95.0)                   | 34.8 (94.6)                   | 36.5 (97.7)                   |
| متوسط درجة الحرارة الكبرى °م (°ف)                    | 30.0 (86.0)                   | 30.4 (86.7)                   | 30.9 (87.6)                   | 31.5 (88.7)                   | 32.0 (89.6)                   | 32.2 (90.0)                   | 32.0 (89.6)                   | 32.6 (90.7)                   | 32.7 (90.9)                   | 32.1 (89.8)                   | 31.3 (88.3)                   | 30.4 (86.7)                   | 31.5 (88.7)                   |
| المتوسط اليومي °م (°ف)                               | 26.7 (80.1)                   | 26.8 (80.2)                   | 27.2 (81.0)                   | 27.9 (82.2)                   | 28.5 (83.3)                   | 28.7 (83.7)                   | 28.6 (83.5)                   | 29.1 (84.4)                   | 29.2 (84.6)                   | 28.7 (83.7)                   | 28.1 (82.6)                   | 27.2 (81.0)                   | 28.1 (82.6)                   |
| متوسط درجة الحرارة الصغرى °م (°ف)                    | 24.5 (76.1)                   | 24.7 (76.5)                   | 25.0 (77.0)                   | 25.8 (78.4)                   | 26.5 (79.7)                   | 26.7 (80.1)                   | 26.4 (79.5)                   | 26.8 (80.2)                   | 26.9 (80.4)                   | 26.4 (79.5)                   | 25.8 (78.4)                   | 25.0 (77.0)                   | 25.9 (78.6)                   |
| أدنى درجة حرارة °م (°ف)                              | 21.3 (70.3)                   | 20.6 (69.1)                   | 21.4 (70.5)                   | 21.5 (70.7)                   | 21.8 (71.2)                   | 22.7 (72.9)                   | 21.2 (70.2)                   | 21.3 (70.3)                   | 22.1 (71.8)                   | 21.9 (71.4)                   | 22.0 (71.6)                   | 20.5 (68.9)                   | 20.5 (68.9)                   |
| معدل هطول الأمطار مم (إنش)                           | 39.3 (1.55)                   | 20.6 (0.81)                   | 8.7 (0.34)                    | 11.6 (0.46)                   | 16.3 (0.64)                   | 18.7 (0.74)                   | 31.7 (1.25)                   | 25.8 (1.02)                   | 45.5 (1.79)                   | 77.8 (3.06)                   | 94.0 (3.70)                   | 81.8 (3.22)                   | 471.8 (18.58)                 |
| متوسط الأيام الممطرة (≥ 1.0 mm)                      | 8.4                           | 5.0                           | 1.8                           | 1.9                           | 2.2                           | 2.8                           | 4.9                           | 4.3                           | 3.9                           | 7.4                           | 10.6                          | 11.4                          | 64.6                          |
| متوسط الرطوبة النسبية (%)                            | 77.5                          | 76.1                          | 75.7                          | 77.1                          | 77.9                          | 77.4                          | 77.8                          | 76.2                          | 76.8                          | 78.6                          | 79.1                          | 78.4                          | 77.4                          |
| المصدر: DEPARTAMENTO METEOROLOGICO ARUBA, (extremes) |                               |                               |                               |                               |                               |                               |                               |                               |                               |                               |                               |                               |                               |

## أعلام
- ميغيل جانسين
- جمال لو غراند
- رونالد غوميز
- بوبي فاريل
- ليزا هيلدر